# The Portrait of a Lady (roman)

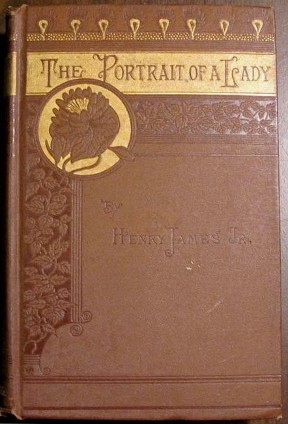
The Portrait of a Lady, eerste editie, 1880-1881

The Portrait of a Lady (Portret van een dame) is een roman van Henry James. Het werk werd voor het eerst gepubliceerd als feuilleton in The Atlantic Monthly en Macmillan's Magazine in 1880-81 en daarna als een boek in 1881. De roman wordt algemeen gezien als een van de belangrijkste werken uit het oeuvre van Henry James en tevens als een van de meesterwerken uit de Westerse romankunst. De Nederlandse vertalingen zijn van de hand van Manon Smits, en Inge de Heer en Johannes Jonkers en dateren pas van 1996, hetgeen tekenend is voor de relatieve onderwaardering die James in ons taalgebied ten deel valt. De Nederlandse vertaling van Smits is de enige waarin ook het voorwoord is opgenomen dat James er in 1908 bij schreef.

## Verhaallijn
The Portrait of a Lady is het verhaal van Isabel Archer, een levenslustige jonge Amerikaanse vrouw uit Albany, New York. Op haar 23e sterft haar vader en wordt ze wees, waarna ze door haar tante van moederskant, Lydia Touchett, uitgenodigd wordt op het landgoed van haar rijke echtgenoot, nabij Londen. Daar ontmoet ze haar invalide en contemplatieve neef Ralph Touchett, en diens buurman, de rijke en prominente Lord Warburton. Warburton wordt direct verliefd op haar en doet haar een aanzoek, dat ze afwijst. Ook een Amerikaanse aanbidder die haar naar Engeland achterna is gereisd krijgt nul op zijn rekest. Isabelle is vooral van plan van haar vrijheid te genieten, het leven te ontdekken en zich niet te laten vangen in de 'kerker' van het huwelijk, zoals dat in de victoriaanse tijd vaak het voorspelbare lot van een vrouw was.
Waar het eerste deel van het boek enigszins luchtig is neemt het tweede deel een meer sombere wending. Nadat Isabelle een grote erfenis ten deel is gevallen na de dood van Ralphs vader is ze plotsklaps een vermogende vrouw. Waar aanvankelijk echter lijkt dat dit haar vrije positie alleen maar kan vergroten blijkt uiteindelijk het tegendeel. Zo wordt zij het slachtoffer van de machiavellistische manipulaties van een oudere, dubbelhartige aristocratische vriendin, mevrouw Merle, en de heer Osmond, een Amerikaanse weduwnaar die zich met zijn dochter in Italië heeft gevestigd en zich alle conservatieve waarden van het oude Europa heeft eigen gemaakt. Uiteindelijk wordt ze op subtiele wijze in een huwelijk met Osmond gelokt, hetgeen al snel de kerker van het huwelijk blijkt die ze altijd wilde vermijden. Als Isabel dan ook nog eens ontdekt dat de dochter van Osmond eigenlijk de dochter van mevrouw Merle is, lijkt ze de wanhoop nabij. Ze is diep-ongelukkig maar wijst ontsnappingsmogelijkheden (via haar voormalige aanbidders (die haar later nog steeds het hof maken) op een soms masochistisch aandoende wijze af. Als ze op het einde van het boek de stervende Ralph in Engeland bezoekt besluit ze uiteindelijk toch weer terug te keren naar haar man, de lezer achterlatend met de vraag hoe het verder zal gaan met haar leven.

## Duiding
Net als bij veel van James' romans, spelen de gebeurtenissen in The Portrait of a Lady zich af in Europa, voornamelijk in Engeland en Italië. Het biedt de schrijver de gelegenheid om over zijn favoriete thema, de verschillen tussen de Nieuwe en de Oude wereld, te schrijven. 
The Portrait of a Lady is op de eerste plaats een psychologische roman. James schreef bij de uitgave van zijn verzameld werk over deze roman dat het uitgangspunt niet een plot was, maar een hoofdpersoon, waar alle overige elementen als onderwerp en setting aan toegevoegd werden. Het gaat minder om de gebeurtenissen, als wel om de wijze waarop Isabel op de omstandigheden reageert. James bouwt daarbij zijn roman op een welhaast architectonische wijze op, waarbij de lezer in het begin een zekere afstandelijkheid voelt tegenover de enigszins hooghartige Isabel, maar in het tweede deel vooral ook empathisch medelijden. De ziekelijke Ralph is steeds de neutrale toeschouwer aan wie alles wordt gespiegeld.
Belangrijke thema's die in het werk aan de orde komen zijn persoonlijke vrijheid, verantwoordelijkheid en verraad, en dan vooral op een wijze waarop Isabel deze ervaart. Een opvallend thema is ook het moederschap: de roman wemelt van stiefmoeders en surrogaatmoeders als kloosterzusters, terwijl de 'echte' moeders hopeloos tekortschieten. De moederlijke gevoelens die Isabel koestert voor de dochter van Osmond worden door de omstandigheden voortdurend gefrustreerd. De conclusie in zijn algemeenheid lijkt somber: niemand vindt de weg naar het ware geluk, de mooie dromen van de jeugd verzanden altijd in de complexe verwikkelingen van het leven.

## Film
The Portrait of a Lady werd in 1996 onder dezelfde titel verfilmd door Jane Campion. De hoofdrollen worden vertolkt door Nicole Kidman en John Malkovich.